# Medaille zur Erinnerung an den 13. März 1938

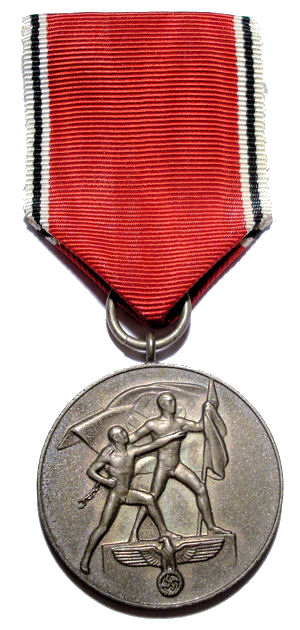
Vorderseite der 2. Form

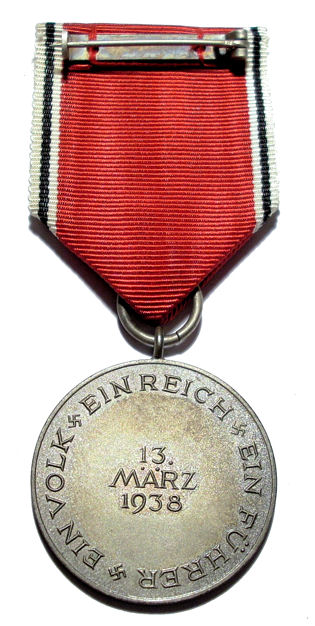
Rückseite der 2. Form

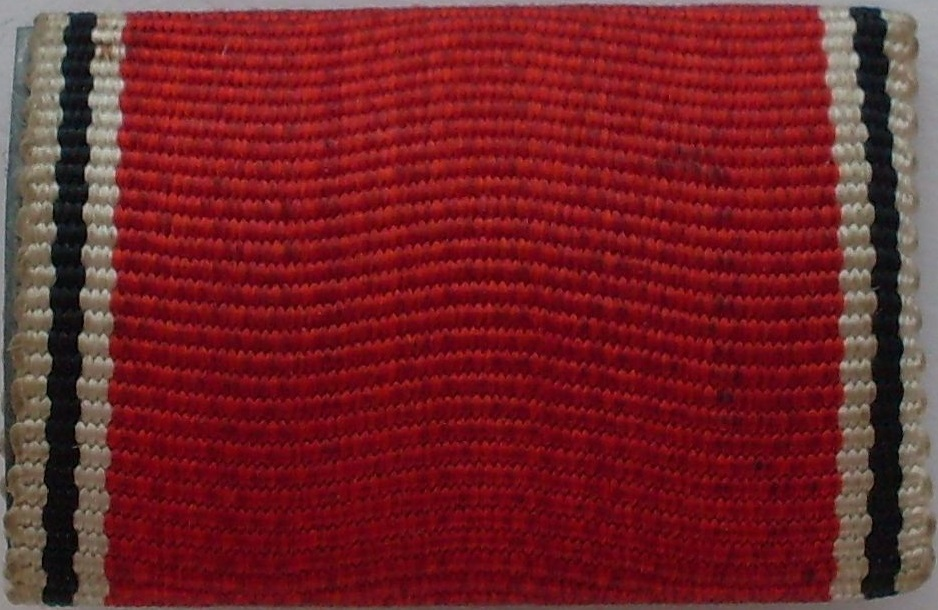
Dazugehörige Einzelbandspange

Die Medaille zur Erinnerung an den 13. März 1938, umgangssprachlich auch Ostmark-Medaille genannt, war eine nicht-militärische Medaille. Sie wurde für politische Verdienste im Sinne des Nationalsozialismus bei der zwangsweisen Eingliederung Österreichs am 1. Mai 1938 von Adolf Hitler per Verordnung gestiftet. Die Eingangsworte dieser Verordnung lauteten:

„Zum sichtbaren Ausdruck meiner Anerkennung und meines Dankes für Verdienste um die Wiedervereinigung Österreichs mit dem Deutschen Reich stifte ich die Medaille zur Erinnerung an den 13. März 1938. Die Einzelheiten bestimmt die Satzung.“

## Satzungsinhalt

### Verleihungszweck
Die Medaille wurde an Personen verliehen, die sich um den „Anschluss“ Österreichs an das Deutsche Reich besondere Verdienste erworben hatten. Dazu gehörten auch Österreicher, die entweder an dem Ereignis direkt mitgewirkt haben oder Mitglied der in der österreichischen Ständestaatsdiktatur verbotenen NSDAP waren.

### Vorschlageberechtigung und Aushändigungsverfahren
Die Vorschläge, die zur Verleihung der Medaille führen sollten, wurden vom Reichsminister des Innern und für Angehörige der Wehrmacht vom Chef des Oberkommandos der Wehrmacht aufgestellt und Hitler durch den Chef der Präsidialkanzlei der Ordenskanzlei vorgelegt. Der Beliehene erhielt mit Übergabe der Medaille ein Besitzzeugnis. Die Medaille selber ging dabei in sein Eigentum über. Eine Rückgabepflicht im Falle seines Todes bestand für die Hinterbliebenen nicht.

### Aussehen, Beschaffenheit und Trageweise
Ungewöhnlich bei der Schaffung dieser „Erinnerungsmedaille“ war, dass man die Medaille ursprünglich in einem anderen Design geschaffen hatte und erst später, durch eine Nachtragssatzung, das Aussehen der bekannten „Standardform“ anpasste. Hintergrund war eine öffentliche Wettbewerbsausschreibung zur Gestaltung der Medaille gewesen. Bevor jedoch ihr Sieger, es war der Künstler Richard Klein, ermittelt werden konnte, waren die ersten Medaillen mit der Ursprungsversion geprägt worden. Daher wird in der Folge auf beide Formen eingegangen.

#### 1. Form
Die Medaille der 1. Form war bronziert und zeigte auf ihrer Vorderseite das Kopfrelief von Hitler, das vom Betrachter aus nach links blickte. Der Kopf war dabei von der Umschrift EIN VOLK ° EIN REICH ° EIN FÜHRER umrahmt. Die Rückseite der Medaille zeigte mittig das erhaben geprägte Hoheitszeichen des Reiches mit dem Datum:  13. März 1938. Getragen werden sollte die ursprüngliche Form an einem dunkelrot-schwarz gestreiften Band auf der linken Brustseite. Ob die 1. Form zur Verleihung gekommen ist, gilt als unwahrscheinlich.

#### 2. Form
Die Medaille der 2. Form mit einem Durchmesser von 33 mm ist dagegen mattsilber getönt. Sie zeigt auf ihrer Vorderseite zwei männliche Gestalten, die die Heimkehr Österreichs ins Deutsche Reich symbolisieren. Dabei stellt die hintere Person auf dem Sockel das Großdeutsche Reich dar, das die zweite Person (Österreich), den Arm um deren Schulter legend, auf das Podest heraufzieht. Die Rückseite zeigt mittig den erhaben geprägten dreizeiligen Schriftzug: 13. / März / 1938. Umgeben ist dieser Schriftzug von der Umschrift: EIN VOLK ° EIN REICH ° EIN FÜHRER. Getragen wurde die Medaille an einem 31 mm breiten roten, weiß-schwarz-weiß (je 1 mm) umrandeten Band an der linken Brustseite. Ob sich die Farbgebung dabei an die Anlehnung der österreichischen Nationalfarben orientierte oder durch die damalige Farbgebung des Deutschen Reiches Schwarz-Weiß-Rot beeinflusst wurde, bleibt ungeklärt.

## Verleihungszahlen
Insgesamt wurde die Medaille 318.689 Mal verliehen.

## Sonstiges
Die „Medaille zur Erinnerung an den 13. März 1938“ gehört zu den nationalsozialistischen Orden, deren Führung in Deutschland nach dem Gesetz über Titel, Orden und Ehrenzeichen von 1957 in keiner Form zulässig ist.